# BOCアビエーション
BOCアビエーション（BOC Aviation 以前はSingapore Aircraft Leasing Enterprise: SALE）はシンガポールに本部を置く航空機リース会社。中国銀行（Bank of China）が所有し、シンガポールに本部、アイルランド、イギリス、アメリカ、天津にも事務所を構える。航空会社に対して航空機のリース、航空機のローンなどの業務を行う。BOCアビエーションの所有する航空機はアフリカ、環太平洋、ヨーロッパ、中東、南北アメリカの航空会社で使われている。

## 航空機
BOCアビエーションは160機の航空機を所有しており、航空機の年齢は約4年。2012年までに70機が追加で納入される予定である。
| 航空機        | 保有 | 注文済み |
| ------------- | ---- | -------- |
| エアバスA320  | 72   | 32       |
| エアバスA330  | 1    | 5        |
| ボーイング737 | 68   | 10       |
| ボーイング747 | 1    | 0        |
| ボーイング777 | 15   | 8        |
| E190          | 3    | 15       |

## 歴史
Singapore Aircraft Leasing Enterpriseの株式は以下の4社が保有していた。
- シンガポール航空 (35.5%)
- WestLB (35.5%)
- GIC (14.5%)
- テマセク・ホールディングス (14.5%)

2006年12月15日、すべての株式を9億8000万USドルで中国銀行が取得した。買収後2007年7月2日に社名をBOC Aviation（BOCアビエーション）へ変更した。